# Rolf Spring
Rolf Spring, švicarski veslač, * 19. marec 1917, † 2005.
Spring je za Švico kot krmar nastopil na Poletnih olimpijskih igrah 1936 v Berlinu. Švicarski četverec s krmarjem, ki ga je krmaril Spring je takrat osvojil srebrno medaljo. Na istih igrah je bil tudi krmar švicarskega dvojca s krmarjem, ki je osvojil peto mesto ter osmerca, ki je osvojil šesto mesto.